# Mistrzostwa Świata w Short Tracku 1993
18. Mistrzostwa Świata w Short Tracku odbyły się w Chinach, w Pekinie, w dniach 26-28 marca 1993 roku. Rozegrano 10 konkurencji: 500 m, 1000 m, 1500 m, 3000 m kobiet i mężczyzn oraz sztafetę 3000 m kobiet i 5000 m mężczyzn. Medale przyznano w wieloboju i sztafetach. W klasyfikacji medalowej najlepsi byli Kanadyjczycy. 

## Klasyfikacja medalowa
| Lp. | Kraj             | Złoto | Srebro | Brąz | Razem |
| 1.  | Kanada           | 3     | 1      | 0    | 4     |
| 2.  | Nowa Zelandia    | 1     | 0      | 0    | 1     |
| 3.  | Korea Południowa | 0     | 1      | 3    | 4     |
| 4.  | Chiny            | 0     | 1      | 1    | 2     |
| 5.  | Włochy           | 0     | 1      | 0    | 1     |
| 6.  | Australia        | 0     | 0      | 1    | 1     |

## Medaliści
| Konkurencja | Złoto                                                                               | Srebro                                                                    | Brąz                                                                         |
| Mężczyźni   |                                                                                     |                                                                           |                                                                              |
| Wielobój    | Marc Gagnon                                                                         | Sylvain Gagnon                                                            | Chae Ji-hoon Kim Ki-hoon                                                     |
| Sztafeta    | Nowa Zelandia Andrew Nicholson · Michael McMillen · Chris Nicholson · Matthew Biggs | Włochy Orazio Fagone · Hugo Herrnhof · Mirko Vuillermin · Roberto Peretti | Australia Andrew Murtha · Kieran Hansen · Steven Bradbury · Johnny Kah       |
| Kobiety     |                                                                                     |                                                                           |                                                                              |
| Wielobój    | Nathalie Lambert                                                                    | Chun Lee-kyung                                                            | Zhang Yanmei                                                                 |
| Sztafeta    | Kanada Nathalie Lambert · Angela Cutrone · Isabelle Charest · Christine Boudrias    | Chiny Li Yan · Wang Xiulan · Zheng Chunyang · Zhang Jie                   | Korea Południowa Kim So-hee · Kim Ryang-hee · Chun Lee-kyung · Lee Yoon-sook |

## Wyniki
| Konkurencja | 1.               | 2.               | 3.             |
| Mężczyźni   |                  |                  |                |
| 500 metrów  | Mirko Vuillermin | Marc Gagnon      | Andy Gabel     |
| 1000 metrów | Marc Gagnon      | Lee Joon-ho      | Sylvain Gagnon |
| 1500 metrów | Sylvain Gagnon   | Kim Ki-hoon      | Chae Ji-hoon   |
| 3000 metrów | Chae Ji-hoon     | Kim Ki-hoon      | Marc Gagnon    |
| Kobiety     |                  |                  |                |
| 500 metrów  | Zhang Yanmei     | Isabelle Charest | Angela Cutrone |
| 1000 metrów | Nathalie Lambert | Li Yan           | Amy Peterson   |
| 1500 metrów | Nathalie Lambert | Chun Lee-kyung   | Wang Xiulan    |
| 3000 metrów | Nathalie Lambert | Chun Lee-kyung   | Wang Xiulan    |